# 2008年夏季奥林匹克运动会汤加代表团
2008年夏季奥林匹克运动会湯加代表团会参加2008年8月8日至24日在中国北京主办的第29届夏季奥运，代表团有3人，分別參與田徑與舉重兩個項目。

## 田徑
- 'Ana Po'uhila
- 'Aisea Tohi

## 舉重
- Maamaloa Lolohea（男子105公斤級以上）